# Leppäsjärvi
Leppäsjärvi är en sjö i kommunen Ikalis i landskapet Birkaland i Finland. Sjön ligger 100,2 meter över havet. Arean är 2,08 kvadratkilometer och strandlinjen är 15,03 kilometer lång. Sjön  ingår i Kumo älvs huvudavrinningsområde.   Den ligger omkring 58 km nordväst om Tammerfors och omkring 220 km nordväst om Helsingfors. 
I sjön finns öarna Myllymäensaari, Sippolansaari, Mustaniemenkari och Mustasaari. 